# گوساله

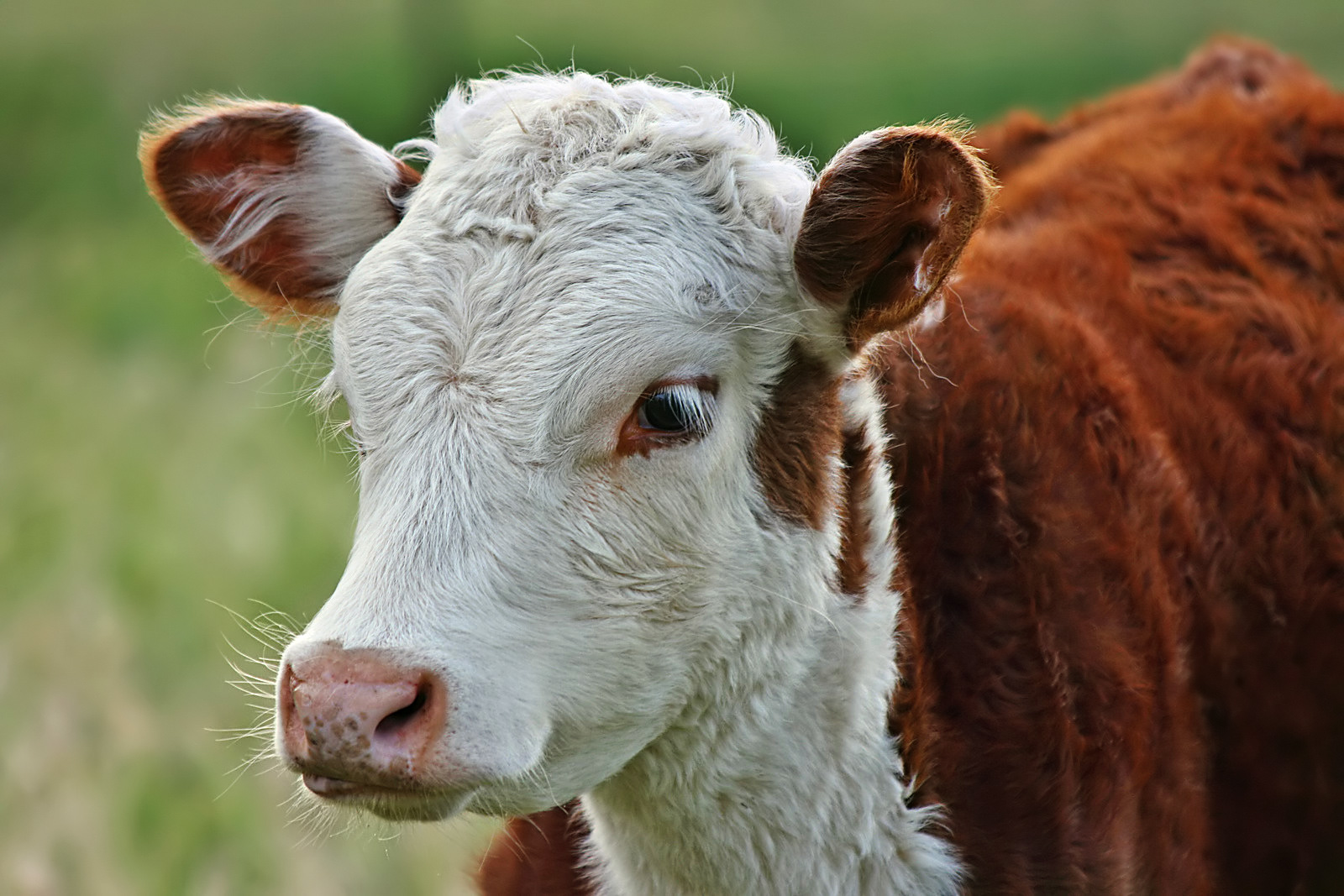
یک گوسالهٔ هیریفورد در ایران

به گاو نابالغ که کمتر از هشت ماه سن داشته باشد گوساله می‌گویند.

## پیرامون واژه
واژهٔ «گوساله» از «گو» به معنای گاو و «ساله» (سال + 'ه «پسوند نسبت») به معنای «دارای یک سال» ساخته‌شده‌است؛ بنابراین گوساله یعنی گاو یک‌ساله.

## کاربرد برای انسان

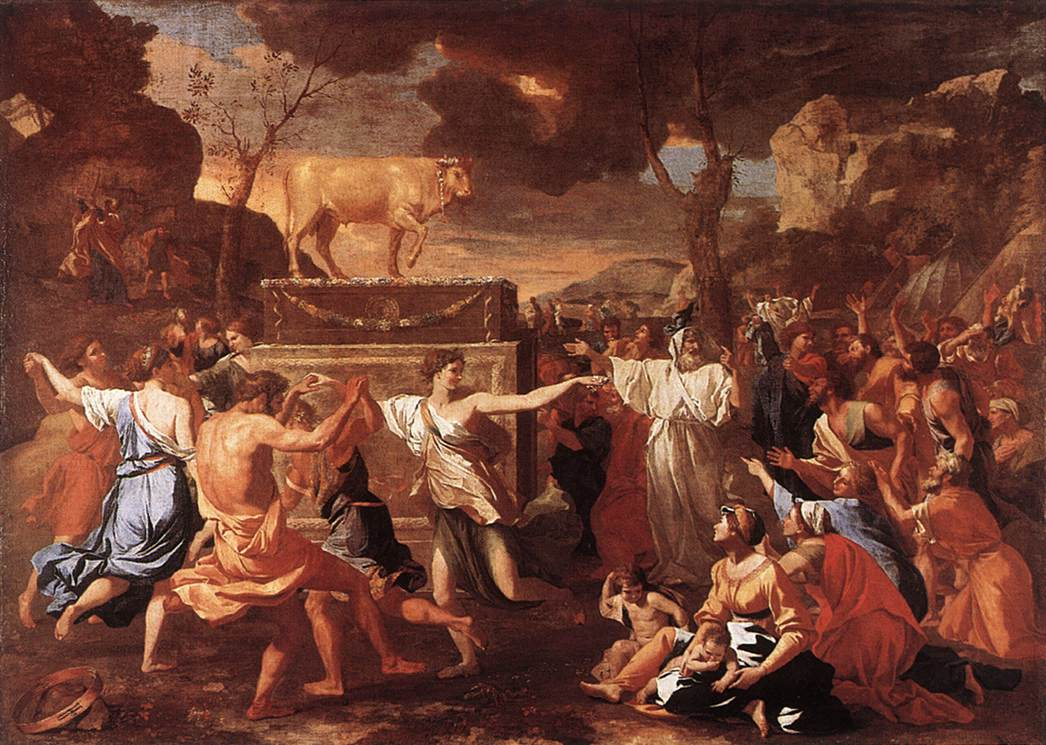
ستایش گوساله طلایی اثر نیکولا پوسن

انسان‌ها از گوشت گوساله برای تهیهٔ غذا استفاده می‌کنند. از پوست گوساله در گذشته به عنوان کاغذ برای نوشتن استفاده می‌شده‌است. امروزه معمولاً گوساله را از مادرش جدا می‌کنند تا شیر مادر را بدوشند و از آن برای تولید شیر و لبنیاتی چون کره، پنیر، ماست و دیگر محصولات لبنی استفاده کنند. چرم گوساله به دلیل لطافت آن ارزشمند می‌باشد و برای ساخت کفشهای با کیفیت بالا، استفاده می‌شوند.

## پرورش گوساله در ایران
پرواربندی گوساله در اغلب استان‌های ایران انجام می‌شود. هدف از آن تولید گوشت می‌باشد. در ایران پرورش گوساله به سه روش مختلف روستایی، نیمه‌صنعتی و صنعتی انجام می‌شود.
در حالت روستایی و نیمه‌صنعتی از نژادهای بومی و دورگ و در حالت صنعتی از نژادهای اصیل مانند سمینتال و هلشتاین استفاده می‌کنند.

## زبانزدهای گوساله

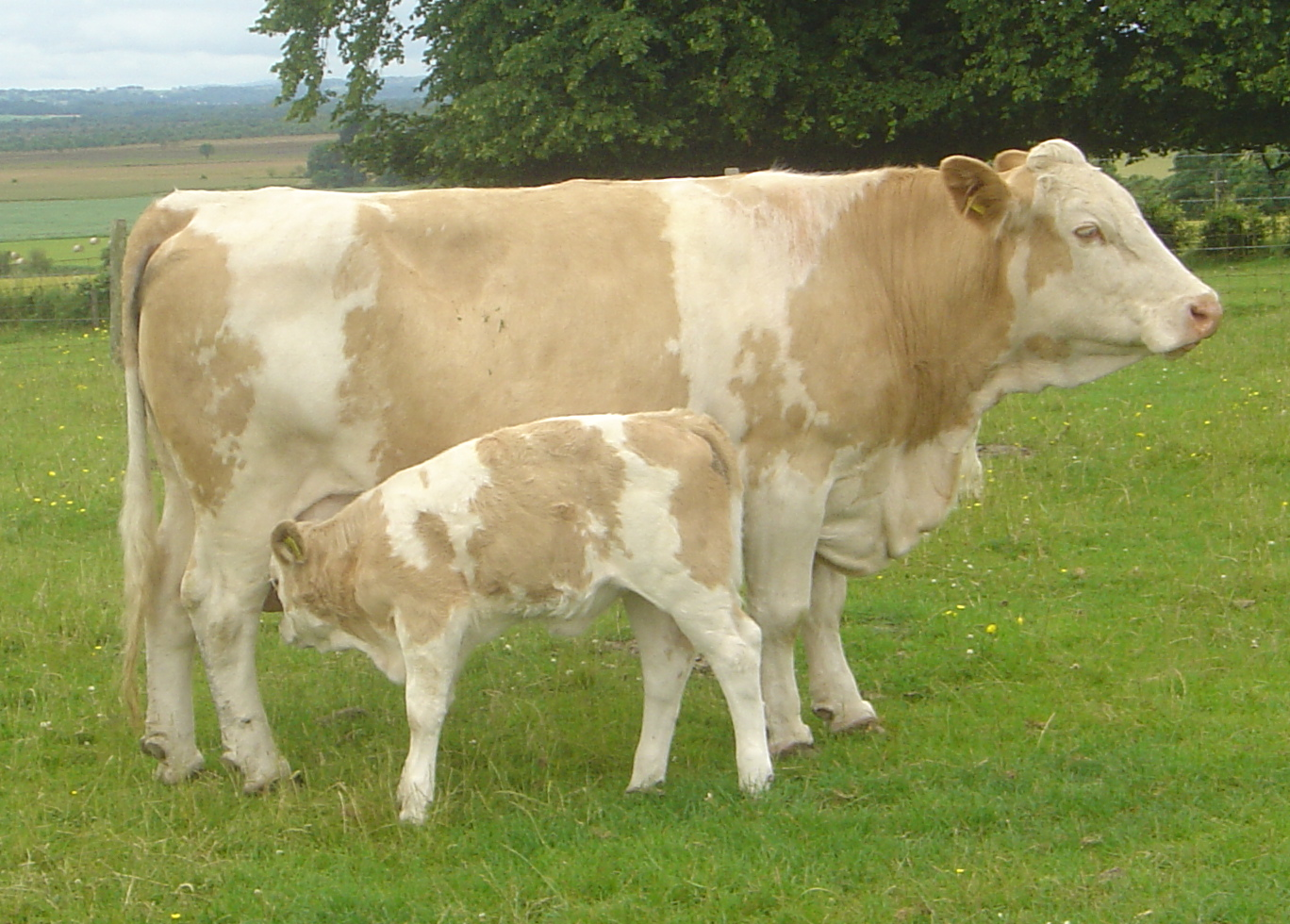
یک گوساله در حال مکیدن شیر از پستان مادرش.

زبانزدهای (ضرب‌المثلهای) بسیاری در زبان فارسی دربارهٔ گوساله وجود دارد که برخی از آن‌ها را در اینجا می‌آوریم:
- گوساله تا گاو شود دل مادرش آب شود (یا: دل صاحبش آب شود).
- گاومان دوقلو زاییده‌ است.
- گوساله بسته را می‌زنند.
- گوساله به روزگار، گاوی گردد.
- گوساله به زور میخ می‌جهد (یعنی حکم عرض دارد که قائم به غیر است).
- گوساله به نردبان و اشتر به قفس.
- گوساله گو نمی‌شود (این مثل در ملایر معمول است).
- گوساله مادر حسن (تعبیر مثلی به معنی ابله)
- گوساله من پیر شد و گاو نشد.
- گوساله هرچند مِه، گاوتر.
- گوساله ای که گوساله نباشد، گوساله نیست.
- دی بر سر کوچه می‌خورد گوساله.
- این گوساله، اون گوساله، میخوای بخور میخوای نتال[نیازمند منبع]